# Wiktor Stephan

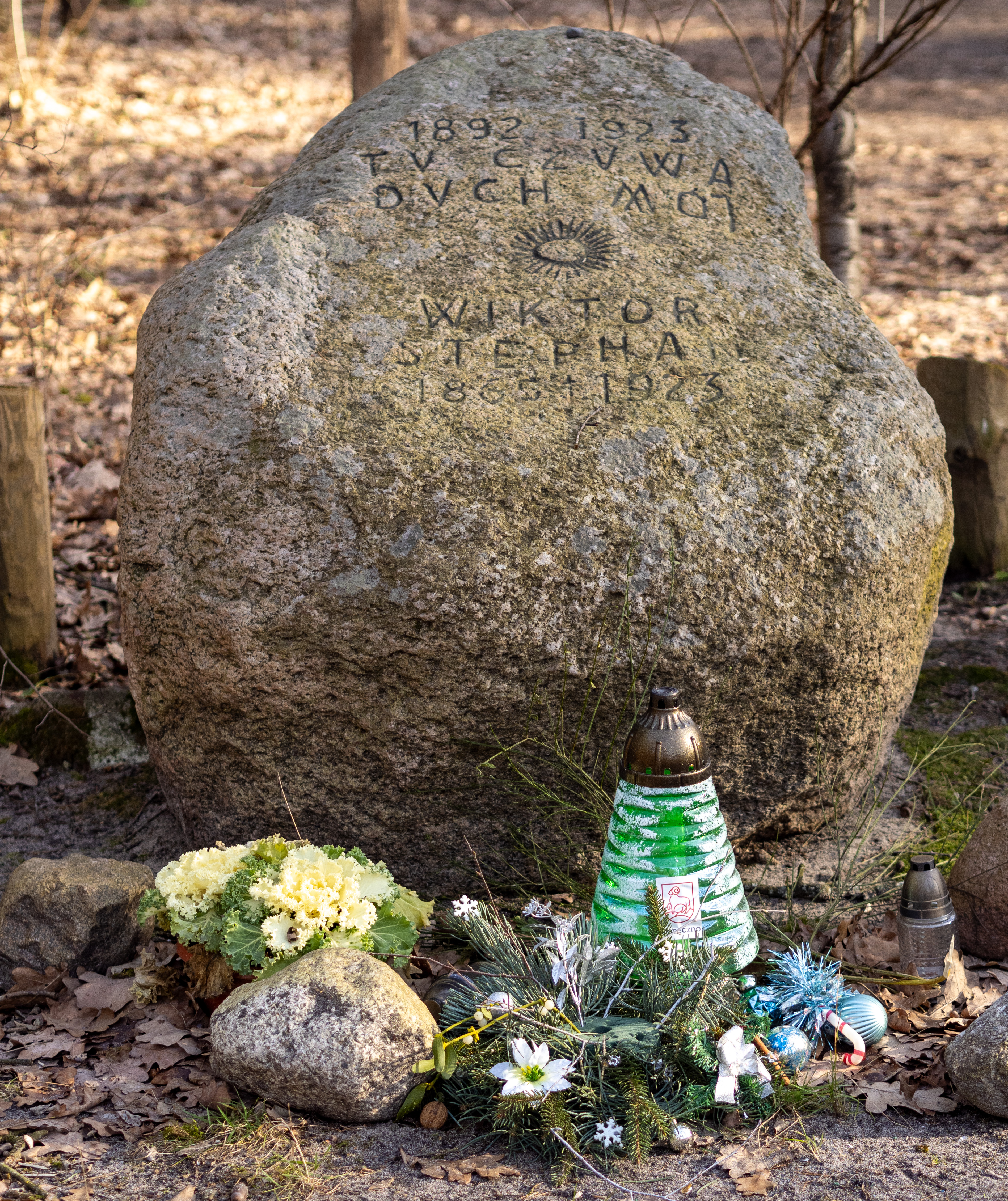
Kamień Stephana

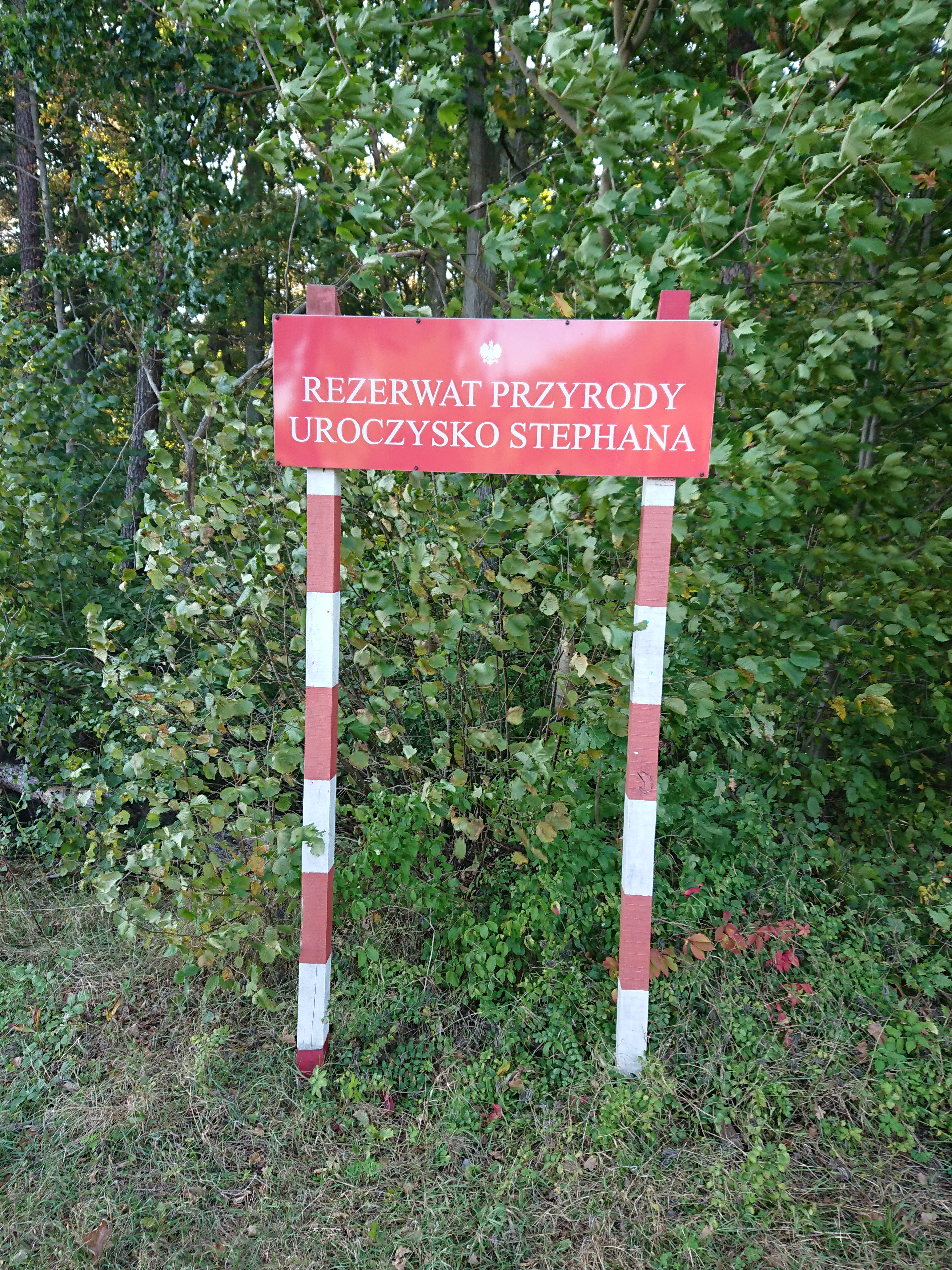
Tablica informująca o uroczysku Stephana

Wiktor Emanuel Stephan (ur. 1865 w Oleśnie, zm. 19 lipca 1923 w Chojnowie) – polski leśnik, z pochodzenia Węgier. Inspektor leśny dóbr wilanowskich, w skład których wchodziły m.in. Lasy Chojnowskie i Las Kabacki.

## Życiorys
Był synem Józefa Amanda, ziemianina i kompozytora, oraz Władysławy z Różańskich, miał czworo rodzeństwa. Ukończył sześcioletnie gimnazjum w Jarosławiu, następnie Krajową Szkołę Gospodarstwa Lasowego we Lwowie (dyplom z wyróżnieniem w 1884) i studia na Akademii Rolniczo-Leśnej w Wiedniu. Od 1887 był adiunktem leśnictwa w dobrach hrabiego Dzieduszyckiego w Łysakowie pod Żydaczowem, po roku przeniósł się do Biura Systematyzacji Lasów w dobrach krzeszowickich hrabiego Potockiego. W 1892 zdał egzamin na samoistnego gospodarza lasowego i został nadleśniczym w dobrach hrabiego Branickiego w okolicach Warszawy. 
Po przejęciu majątku, w którego skład wchodził Las Kabacki, przez Ksawerego Branickiego, zorganizowano na terenie dóbr wilanowskich samodzielną administrację leśną, która została wydzielona spod wpływu zarządców folwarcznych i przekazana w ręce Wiktora Stephana, który zarządzał lasami dóbr wilanowskich do 1923 roku. Modelowo zarządzał tamtejszymi zasobami leśnymi. W 1896 przeprowadził urządzenie Lasu Kabackiego, a jego podział powierzchniowy przetrwał do czasów obecnych.
Był współpracownikiem „Łowca Polskiego”, na łamach którego prowadził kalendarz myśliwski oraz dział współpracy z czytelnikami. W „Łowcu” ogłosił monografie sarny, kuropatwy i zająca.

## Upamiętnienie
W lesie przy szosie łączącej Zalesie Górne z Pilawą  na rozstajach dróg leśnych (ok. 2 km na wschód od stacji PKP Zalesie Górne) znajduje się głaz narzutowy. Na głazie wyryto napis: 1892–1923. Tu czuwa duch mój Wiktor Stephan 1865–1923.
Od jego nazwiska pochodzi „Stefanów” – nazwa części wsi Żabieniec. Jego imię noszą również dwie formy ochrony przyrody w Chojnowskim Parku Krajobrazowym: pomnik przyrody Dąb Stephana i rezerwat przyrody Uroczysko Stephana.